# Théorème de Carathéodory (géométrie)
Ne pas confondre avec le théorème d'extension de Carathéodory ni avec le théorème d'existence de Carathéodory (en).

Par exemple le point (1/4, 1/4) de l'enveloppe convexe des points (0, 0), (1, 0), (1, 1), (0, 1) se trouve dans l'intérieur du triangle (0, 0), (1, 0), (0, 1).

Le théorème de Carathéodory est un théorème de géométrie relatif aux enveloppes convexes dans le contexte des espaces affines de dimension finie. Dans le plan, il affirme que tout point dans l'enveloppe convexe d'un ensemble de points {\displaystyle A} est dans l'intérieur d'un triangle dont les sommets sont dans {\displaystyle A} (l'enveloppe convexe d'un ensemble de points {\displaystyle A} est l'ensemble des barycentres de trois points de {\displaystyle A}).

## Énoncé
Le théorème, établi par le mathématicien grec Constantin Carathéodory, affirme que :
Théorème — Dans un espace affine de dimension {\displaystyle n}, l'enveloppe convexe d'un sous-ensemble {\displaystyle A} est l'ensemble des barycentres à coefficients positifs ou nuls de familles de {\displaystyle n+1} points de  {\displaystyle A}.

## Preuves

### La preuve usuelle
Notons {\displaystyle \mathrm {Conv} (A)} l'enveloppe convexe de {\displaystyle A}, et {\displaystyle \Gamma } l'ensemble des barycentres à coefficients positifs ou nuls d'au plus {\displaystyle n+1} points de {\displaystyle A}. On veut montrer l'égalité de ces deux ensembles.
L'inclusion {\displaystyle \Gamma \subseteq \mathrm {Conv} (A)} est évidente. Pour montrer {\displaystyle \mathrm {Conv} (A)\subseteq \Gamma }, la démarche de la preuve est de montrer que pour tout {\displaystyle p\geq n+1}, si un élément {\displaystyle x} de l'enveloppe convexe s'écrit comme combinaison convexe de {\displaystyle p+1} points (c'est-à-dire comme barycentre à coefficients positifs ou nuls de ces points), alors c'est une combinaison convexe de {\displaystyle p} points bien choisis parmi ces {\displaystyle p+1} ; on réitère alors le procédé jusqu'à obtenir {\displaystyle x\in \Gamma }.
Soit {\displaystyle x\in \mathrm {Conv} (A)}. Ainsi {\displaystyle x} s'écrit {\displaystyle x=\sum _{i=1}^{p+1}\lambda _{i}a_{i}}, où {\displaystyle p\geq 1} est un entier, les {\displaystyle \lambda _{i}} sont des réels positifs ou nuls de somme 1, et les {\displaystyle a_{i}} sont des points de {\displaystyle A}.
Si {\displaystyle p\leq n}, alors {\displaystyle x\in \Gamma }. Si {\displaystyle p\geq n+1}, alors {\displaystyle (a_{1},\dots ,a_{p+1})} est affinement lié, c'est-à-dire que l'un des points, disons par exemple {\displaystyle a_{1}\,}, est barycentre des autres : il existe des réels {\displaystyle t_{2},\cdots ,t_{p+1}} de somme 1 tels que {\displaystyle a_{1}=\sum _{i=2}^{p+1}t_{i}a_{i}}.
En posant {\displaystyle \mu _{1}=1\,} et pour {\displaystyle i>1\,}, {\displaystyle \mu _{i}=-t_{i}\,}, on obtient : {\displaystyle \mu _{1}>0\,}, {\displaystyle \sum _{i=1}^{p+1}\mu _{i}=0} et {\displaystyle \sum _{i=1}^{p+1}\mu _{i}a_{i}={\overrightarrow {0}}}.
Choisissons {\displaystyle k} tel que : {\displaystyle {\frac {\lambda _{k}}{\mu _{k}}}=\inf\{{\frac {\lambda _{i}}{\mu _{i}}},1\leq i\leq p+1,\mu _{i}>0\}} et remplaçons, dans l'expression de {\displaystyle x}, le point {\displaystyle a_{k}} par {\displaystyle \sum _{i\neq k}{\frac {-\mu _{i}}{\mu _{k}}}a_{i}}.
Par "associativité du barycentre" on obtient {\displaystyle x=\sum _{i\neq k}\delta _{i}a_{i}}, où les {\displaystyle \delta _{i}\,}, définis par {\displaystyle \delta _{i}=\lambda _{i}-\lambda _{k}{\frac {\mu _{i}}{\mu _{k}}}}, sont des réels de somme 1, dont il reste à montrer qu'ils sont tous positifs ou nuls.
Si {\displaystyle \mu _{i}>0\,}, alors {\displaystyle {\frac {\lambda _{i}}{\mu _{i}}}\geq {\frac {\lambda _{k}}{\mu _{k}}}} et donc {\displaystyle \delta _{i}\geq 0}. Si {\displaystyle \mu _{i}\leq 0}, alors {\displaystyle \delta _{i}\,} est positif en tant que somme de deux termes positifs.
{\displaystyle x} est donc barycentre à coefficients positifs ou nuls de {\displaystyle p} éléments de {\displaystyle A}.

### Une preuve comme conséquence duthéorème de Helly
Les possibilités de déduire l'un de l'autre les théorèmes de Helly et de Caratheodory, le premier parlant d'intersections finies de convexes, qu'on peut ramener au seul problème d'intersections finies de demi-espaces, tandis que le second parle d'enveloppe convexe d'un nombre fini de points sont fort instructives pour illustrer les techniques de dualité en géométrie convexe, qui échangent points et demi-espaces. Deux preuves du théorème de Helly dans l'article qui lui est consacré en font une conséquence de Carathéodory, dont une fort instructive via le lemme de Farkas ; aller dans l'autre sens (tirer Carathéodory de Helly) est plus facile encore, et on peut se borner à utiliser un théorème de Gordan d'esprit voisin du lemme de Farkas, mais de démonstration nettement plus aisée.
Soit {\displaystyle x} un point de l'enveloppe convexe de {\displaystyle A}. Quitte à translater la figure, on peut supposer que {\displaystyle x=0}. Il existe donc une famille finie de points de {\displaystyle A}, soit {\displaystyle (a_{1},\ldots ,a_{k})} dont {\displaystyle 0} est un barycentre à coefficients positifs ou nuls. Si {\displaystyle k\leq n+1} il n'y a rien à faire, supposons donc {\displaystyle n+2\leq k}. On munit {\displaystyle E} d'une structure euclidienne, et pour chacun des {\displaystyle a_{j}} on considère la forme linéaire {\displaystyle f_{j}} définie sur {\displaystyle E} par {\displaystyle f_{j}(y)=<a_{j}|y>} et le demi-espace {\displaystyle R_{j}=\{y\in E|f_{j}(y)>0\}}.
Le théorème de Gordan (en réalité le sens évident de celui-ci) assure que les demi-espaces {\displaystyle R_{j}} ({\displaystyle j} variant entre {\displaystyle 1} et {\displaystyle k}) ont une intersection vide. Le théorème de Helly assure à son tour qu'il en existe une sous-famille avec seulement {\displaystyle d+1} membres qui a à son tour une intersection vide. Le sens plus significatif du théorème de Gordan permet alors de conclure que les {\displaystyle d+1} points {\displaystyle a_{j}} correspondant à cette liste ont à leur tour {\displaystyle 0} dans leur enveloppe convexe.

## Corollaire: un résultat de compacité
Corollaire — Dans un espace affine de dimension finie, l'enveloppe convexe d'un compact est compacte.
Soit A le compact et {\displaystyle \Delta \,} l'ensemble des (p+1)-uples de nombres positifs de somme 1.
Alors {\displaystyle \mathrm {Conv} (A)} est l'image du compact
{\displaystyle A^{p+1}\times \Delta } par l'application continue

## Un théorème de Fenchel et Bunt
Si l'on suppose en outre que A est connexe (ou même seulement qu'il n'a pas trop de morceaux), on peut limiter le nombre de sommets des simplexes nécessaires pour construire l'enveloppe convexe à la dimension de l'espace ambiant. L'énoncé précis, dû à W. Fenchel et L. Bunt est le suivant :
Théorème — Dans un espace affine de dimension {\displaystyle n}, soit {\displaystyle A} un sous-ensemble ayant au plus {\displaystyle n} composantes connexes. Alors l'enveloppe convexe de {\displaystyle A} est l'ensemble des barycentres à coefficients positifs ou nuls de familles de {\displaystyle n} points de  {\displaystyle A}.
Ainsi dans le cas le plus simple, celui de la dimension {\displaystyle 2}, si une figure plane {\displaystyle A} est formée d'au plus deux morceaux, on peut reconstituer son enveloppe convexe en faisant la réunion de tous les segments ayant leurs deux extrémités dans {\displaystyle A}.